# Европска антикапиталистичка левица
Европска антикапиталистичка левица, ЕАКЛ (енгл. European Anti-Capitalist Left, EACL) је информативна мрежа за европске антикапиталистичке партије левице. ЕАКЛ је одржао прву конференцију у Лисабону у марту 2000. године а учествовале су Шкотска социјалистичка партија, португалски Леви блок, Данска Црвено-зелена алијанса, Француска Револуционарна комунистичка лига и Турска партија Слободе и солидарности. 
Од тада се конференције ЕАКЛ-а одржавају на сваких шест месеци.
Однос између ЕАЦЛ и Партије европске левице није детаљно одређен, али су неколико странака чланице обе организације.

## Чланице
Белгија
- Револуционарна комунистичка лига

Уједињено Краљевство
- Партија поштовања

Уједињено Краљевство
- Социјалистички отпор

Уједињено Краљевство
- Социјалистичка партија (Енглеска и Велс)

Грчка
- Антикапиталистичка политичка група

Грчка
- Социјалистичка радничка партија (Грчка)

Данска
- Црвено-зелена коалиција

Ирска
- Алијанса „Народ испред профита“

Ирска
- Социјалистичка партија (Ирска)

Ирска
- Социјалистичка радничка партија (Ирска)

Италија
- Критичка левица

Луксембург
- Левица

Немачка
- Немачка комунистичка партија

Пољска
- Пољска радничка партија

Португал
- Леви блок

Турска
- Слобода и Солидарност

Холандија
- Интернационални социјалисти

Холандија
- Социјалистичка алтернатива

Хрватска
- Радничка борба

Француска
- Нова антикапиталистичка партија

Шкотска
- Шкотска социјалистичка партија

Шведска
- Социјалистичка партија (Шведска)

Шпанија
- Антикапиталистичка левица

Шпанија
- Уједињена алтернативна левица Каталоније